# Шяуляй (аэропорт)
Шяуляйский международный аэропорт (лит. Šiaulių tarptautinis oro uostas), также известный как Зокняйский аэропорт (лит. Zoknių oro uostas) — аэропорт, расположенный в литовском городе Шяуляй, предназначенный для гражданских и военных рейсов. Принадлежит ВВС Литвы. Находится в 40 км от северной границы Литвы с Латвией.

## История
В 1931 году в Шяуляй был построен аэродром специально для военно-воздушных сил Литвы. В 1940 году после присоединения Прибалтики к СССР аэродром был передан в распоряжение Красной Армии. С 15 июля 1940 года на аэродроме базировался 10-й истребительный авиационный полк на самолетах И-16, с 1941 года - МиГ-3.
22 июня 1941 авиация вермахта совершила налёт на аэродром, уничтожив значительную часть советских самолётов там (в том числе И-15 и И-16). Во время войны немцы использовали принудительный труд литовских евреев для обслуживания аэродрома.
После войны аэродром был расширен и специально преобразован для нужд советской авиации: к 1957 году были построены две большие взлётно-посадочные полосы. В 1955 году Шяуляйский аэродром был одним из шести советских аэродромов, которые могли принимать межконтинентальные стратегические бомбардировщики М-4 с ядерным вооружением на борту. 
На аэродроме базировались 53-й истребительно-бомбардировочный авиационный полк (истребители МиГ-23 и МиГ-27), 18-я гвардейская военно-транспортная авиационная дивизия, 196-я военно-транспортная авиационная дивизия (транспортные самолёты Ил-76) и 117-й отдельный авиационный Берлинский ордена Кутузова полк радиоэлектронной борьбы (самолёты Ан-12).
С 1966 года по 1992 год на аэродроме базировалась 67-я отдельная авиационная эскадрилья ДРЛО в/ч 32457 на самолётах Ту-126, затем на А-50.
В 1993 году российские войска были выведены с территории Литвы. Аэродром был переоборудован частично для приёма гражданских рейсов (нерегулярных), но остался основой ВВС Литвы. В 2004 году Литва вступила в НАТО, и на аэродроме были размещены силы НАТО. Аэродром используется и для дозаправки грузовых и транзитных самолётов.